# BMW M21
BMW M21 — дизельный двигатель внутреннего сгорания немецкого автоконцерна BMW, производство которого началось в 1983 году и закончилось в 1991 году. Базовой моделью для BMW M21 стала бензиновая BMW M20.
Двигатель имеет водяное охлаждение, чугунный блок цилиндров и клапанный механизм SOHC. В отличие от базовой модели, двигатель BMW M21 имеет усиленные шатуны, головку блока цилиндров, поршни, клапаны и усиленный коленчатый вал с семью подшипниками.
Первоначально ТНВД работал механически. С 1987 года ТНВД работал автоматически.

## Технические характеристики
| Тип    | Мощность                  | Крутящий момент         | Красная зона | Год  |
| ------ | ------------------------- | ----------------------- | ------------ | ---- |
| M21D24 | 115 л. с. при 4800 об/мин | 210 Н*м при 2400 об/мин | 5350 об/мин  | 1983 |
| M21D24 | 115 л. с. при 4800 об/мин | 220 Н*м при 2400 об/мин | 5350 об/мин  | 1987 |
| M21D24 | 86 л. с. при 4600 об/мин  | 152 Н*м при 2500 об/мин | 5150 об/мин  | 1985 |